# Google URL Shortener
Google URL Shortener（別名：goo.gl）は、Googleが以前提供していたURL短縮サービスである。2009年12月にサービスが開始され、当初はGoogle ToolbarとFeedburnerで使用されていた。Googleは独立したサイトgoo.glを2010年9月に立ち上げた。
ユーザーはGoogleアカウントにログイン後に過去に短縮したURLの一覧にアクセスできた。データのリアルタイム解析として、時間の経過に伴ったアクセス数、トップリファラ、訪問者のプロファイルが閲覧できた。セキュリティ面では、Googleは、Gmailで使用されているのと同種のフィルタリング技術を使用した、自動スパム検出システムを追加した。
サービスは2018年4月13日移行新規ユーザー登録を中止し、既存のユーザーも2019年3月30日まででサービスを停止した。以前作成されたリンクはそれまで通りのURLにリダイレクトされる。Firebase Dynamic Linksが後継のサービスとして利用できるが、既存のリンクはDynamic Linksに自動的には変換されない。
生成済みの短縮URLの利用は2025年8月に終了し、以降は404エラーが返されることになる。